# Бруттии (род)
Бру́ттии (лат. Bruttii) — древнеримский род осканского или луканского происхождения из Южной Италии. Мужская форма имени — Бруттий (Bruttius), а женская — Бруттия (Bruttia).
- (Квинт) Бруттий Сура (ум. после 87 до н. э[2].), легат-проквестор Македонии в 93—87 годах до н. э[3]., воевавший под началом Гая Сентия (Сатурнина) против Митридата Евпатора в Беотии[4][5];
- Гай Бруттий, сын Гая (ум. после 57 до н. э[6].), проквестор в неустановленном году, занимавший в консульство Публия Корнелия и Квинта Цецилия (57 год до н. э.) должность эдила[6][7];
- Квинт Бруттий Бальб (ум. после 56[8][9]), член эдильской коллегии в 56 году[8][9];
- Луций Бруттий Максим (ум. после 80), проконсул Кипра в 80 году;
- Гай Бруттий Презент (ум. 140), ординарный консул 139 года, в 124—128 годах в качестве императорского легата управлявший Нижней Мёзией;
- Гай Бруттий Презент (119 — после 180), ординарный консул в 153 году. Сын предыдущего и отец Бруттии Криспины;
- Бруттия Криспина (164—191), супруга беспутного императора Коммода;
- Луций Бруттий Квинкций Криспин (ум. после 187), ординарный консул Римской империи в 187 году, родной брат предыдущей;
- Гай Бруттий Презент (ум. после 217), консул 217 года, патрон Канузия. Старший сын предыдущего;
- Гай Бруттий Криспин (ум. после 224), ординарный консул в 224 году, брат предыдущего;
- Гай Бруттий Презент (ум. после 246), консул Империи 246 года и предполагаемый сын ординарного консула 217 года.